# Helle Thorning-Schmidt
Helle Thorning-Schmidt (Rødovre, 14 de dezembro de 1966) é uma ex-política dinamarquesa, primeira-ministra de seu país de 3 de outubro de 2011 a 28 de junho de 2015 e líder do partido Partido Social-Democrata de 2005 a 2015. Foi a primeira mulher a ocupar este cargo. Em abril de 2016, se aposentou da política.
Thorning-Schmidt foi membro do Parlamento Europeu pela Dinamarca de 1999 a 2004, foi Parlamento da Dinamarca, de 2005 a 2016. Ela foi eleita para substituir Mogens Lykketoft como líder dos sociais-democratas após a eleição de 2005, sendo líder de seu partido na eleição de 2007, que foi vencida pela aliança de centro-direita, e tornou-se primeira-ministra após vencer a eleição de 2011. Thorning-Schmidt é graduada em ciências políticas pela Universidade de Copenhaga.

## Primeiros anos e educação
Helle Thorning-Schmidt nasceu em Rødovre, sendo filha de Holger Thorning-Schmidt, um professor de matemática e economia da Universidade de Copenhaga, e de Grete. Seus pais eram politicamente conservadores e ela cresceu em Ishøj, um subúrbio de Copenhaga. Ela estudou no Ginásio Ishøj até se formar, em 1985. Seus pais se divorciaram quando ela tinha 10 anos de idade.
Thorning-Schmidt estudou ciências políticas na Universidade de Copenhaga, recebendo a graduação acadêmica em 1994. Ela também possui mestrado em estudos europeus no Colégio da Europa, de Bruges, na Bélgica, onde estudou entre 1992 a 1993. Na época, a Dinamarca tinha uma bolsa administrada pelo Ministério de Negócios Estrangeiros para vagas em instituições de prestígio, na qual Thorning-Schmidt foi escolhida. Além de sua língua nativa, ela fala fluentemente inglês e francês.
Ela se tornou uma social-democrata durante seus estudos na Bélgica e entrou para o Partido Social Democrata em 1993.

## Início da carreira na Europa
De 1994 a 1997, Thorning-Schmidt era a líder do secretariado da delegação dinamarquesa dos sociais-democratas no Parlamento Europeu. Após isso, em Bruxelas, trabalhou como uma consultora internacional da Confederação Dinamarquesa de Sindicatos, até ser eleita deputada em 1999.
Thorning-Schmidt foi eleita para o Parlamento Europeu como membro do Partido Socialista Europeu. Durante o mandato de cinco anos, ela foi membro do Comitê do Emprego e Social e foi membro substituto na Comissão Constitucional. Ela foi co-fundadora da Campanha para a Reforma Parlamentar (CRP).

## Membro do Parlamento
Na eleição legislativa da Dinamarca de 2005 Thorning-Schmidt foi eleita para o Folketing.

### Líder dos sociais-democratas

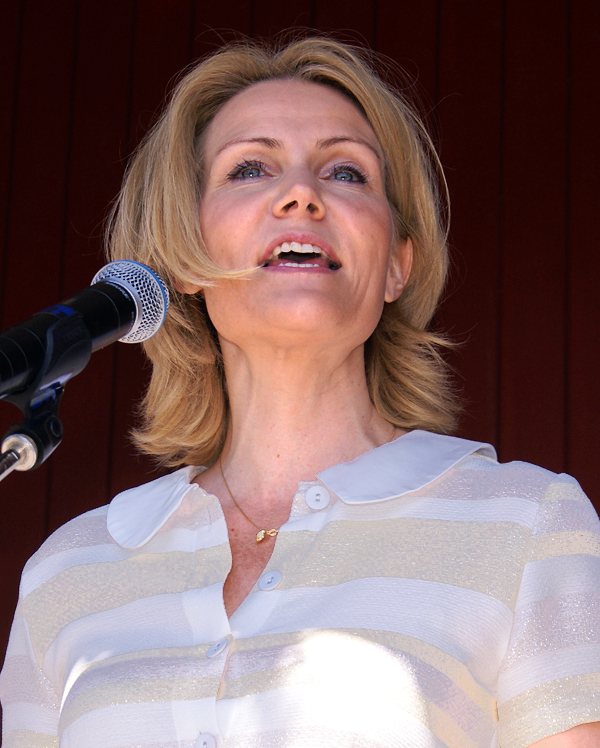
Thorning-Schmidt em 2008, como a líder da oposição.

Após a derrota na eleição legislativa de 2005, na qual os sociais-democratas perderam cinco vagas e não conseguiram recuperar a maioria que tinham perdido na eleição de 2001, o ex-ministro das Finanças e líder do partido Mogens Lykketoft renunciou ao cargo, assumindo a responsabilidade pelos fracos resultados eleitorais. Em seu discurso de renúncia na noite da eleição, em 8 de fevereiro de 2005, ele pediu uma eleição para a liderança, a fim de determinar quem deveria liderar o partido na próxima eleição.
Thorning-Schmidt fez campanha para a liderança do partido como candidata moderada e foi eleita pelos membros do partido em 12 de abril de 2005, vencendo Frank Jensen. Ela liderou os sociais-democratas na eleição de 2007, na qual seu partido sofreu perdas modestas e foi forçado a ter um terceiro mandato como oposição. O partido também foi incapaz de recuperar a sua posição como o maior partido no parlamento dinamarquês.
Ela era contra a realização de um referendo sobre o Tratado Reformador. Durante a campanha de 2007, ela prometeu diminuir as restrições para os pedidos de asilos e para imigrantes. Ela também se opôs aos cortes de impostos anunciados por Anders Fogh Rasmussen, afirmando que ela gostaria de ver mais verbas para a assistência social. O partido também fez campanha com uma plataforma de luta contra as desigualdades crescentes na sociedade e no combate ao aquecimento global, propondo fornecer 45% da energia da Dinamarca a partir de fontes renováveis até 2025.
Embora seu partido perdeu novamente duas vagas na eleição de 2007, reduzindo o total para 45 vagas, sua liderança não foi questionada por seu partido. Em junho de 2008, de acordo com uma pesquisa do Gallup, a oposição de centro-esquerda tinha 49,8% das intenções de votos, contra 49,6% da centro-direita. Isto deixaria a centro-esquerda com 88 vagas, duas a menos para obter a maioria, sem contar com as vagas das Ilhas Feroe e as da Gronelândia. Desde o final de 2009, a oposição tinha grandes maiorias nas pesquisas, e de acordo com pesquisas realizadas em janeiro de 2011, a oposição ganhava da coligação do governo de Lars Løkke Rasmussen por 5-7%, e os sociais-democratas tinham uma diferença em relação ao Venstre que variava entre 7-10%, o que fazia com que os sociais-democratas fossem o maior partido do parlamento.
Tanto Margrethe Vestager (Partido Liberal Social) quanto Villy Søvndal (Partido Popular Socialista) prometeram apoiar Thorning-Schmidt após uma potencial vitória eleitoral. Após a eleição de 2007, Helle Thorning-Schmidt começou a trabalhar no sentido de formar uma coalizão de governo de centro-esquerda que consistia no Partido Popular Socialista e no Partido Social Liberal, com o apoio da Aliança Vermelha-Verde. Como a líder do maior partido da oposição na Dinamarca, foi descrita pela mídia como a líder da oposição dinamarquesa.

### Nomeação como primeira-ministra
Na eleição legislativa de 2011, ela foi reeleita para o parlamento. Embora o Partido Liberal se tornou o maior partido e ganhou uma vaga, e os sociais-democratas perderam uma vaga, os partidos de oposição ganharam mais vagas do que a coligação de governo. Seu bloco de quatro partidos ganhou uma maioria de 89 das 179 vagas do parlamento, contra 86 do primeiro-ministro e de seus partidários de centro-direita. O primeiro-ministro Lars Løkke Rasmussen apresentou formalmente sua  demissão à rainha Margarida em 16 de setembro de 2011. O gabinete de Rasmussen permaneceu no cargo como um governo interino até 3 de outubro, quando Helle Thorning-Schmidt foi nomeada primeira-ministra graças à negociações com a rainha e com os outros partidos da oposição.

## Primeira-ministra da Dinamarca

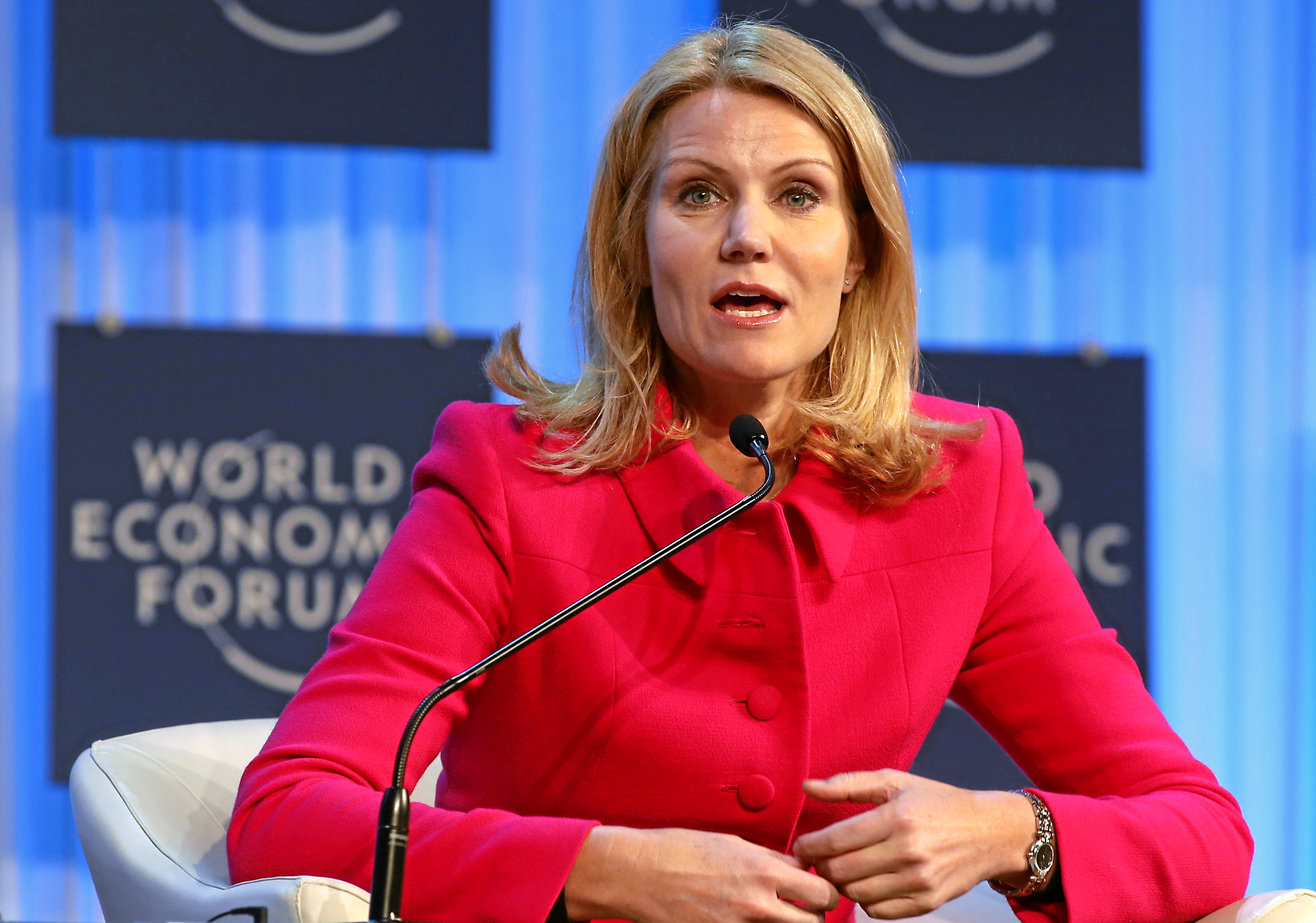
Thorning-Schmidt no Fórum Econômico Mundial, 24 de janeiro de 2013.

Helle Thorning-Schmidt começou oficialmente o seu primeiro mandato como primeira-ministra em 3 de outubro de 2011, depois de ter apresentado o seu gabinete para a rainha e tendo recebido a sua nomeação oficial. Thorning-Schmidt tem seguido uma agenda de compromisso centrista e a construção de várias reformas com o apoio de ambos os lados do parlamento, o que faz com que haja atrito com a Aliança Vermelho-Verde.
Thorning-Schmidt presidiu a conclusão bem sucedida das missões da OTAN na Líbia, em que a Dinamarca passou a contribuir após a terceira semana de seu governo.
Durante o primeiro ano de seu mandato, ela tem revertido a legislação anti-imigração aprovada pelo governo anterior, e aprovou uma reforma tributária, com o apoio da oposição liberal-conservadora. A reforma tributária elevou o limite da taxa máxima de impostos, reduzindo efetivamente as taxas de impostos para pessoas com rendimentos elevados. O objetivo da reforma tributária é aumentar a produção de trabalho para se defender de uma escassez projetada dentro das próximas décadas. O objetivo declarado é atrair os dinamarqueses a trabalhar mais para compensar a força de trabalho, reduzindo impostos sobre os salários e reduzindo pagamentos a previdência social para os desempregados.

## Vida pessoal
Ela se casou com Stephen Kinnock em 1996, tornando-se a nora de Neil Kinnock, ex-líder do Partido Trabalhista britânico e Comissário Europeu, e de Glenys Kinnock, ex-ministra britânica para a Europa. Ela conheceu o marido quando ambos estudavam no Colégio da Europa. Eles têm duas filhas: Johanna e Camilla. Helle vive em Copenhagen com suas filhas, enquanto seu marido marido residiu em Davos, na Suíça, onde trabalhou como diretor do Fórum Econômico Mundial.
Ele atualmente trabalha como diretor de gestão do "Global Leadership and Technology Exchange" em Londres.